# Freqüència de Nyquist

Exemple típic de freqüència i taxa de Nyquist. Rarament són iguals, perquè això requeriria un mostreig excessiu per un factor de 2 (és a dir, quatre vegades l'amplada de banda).

En el processament de senyals, la freqüència de Nyquist (o freqüència de plegament), que porta el nom de Harry Nyquist, és una característica d’un mostreig, que converteix una funció o un senyal continu en una seqüència discreta. En unitats de cicles per segon (Hz), el seu valor és la meitat de la freqüència de mostreig (mostres per segon).  Quan la freqüència més gran (amplada de banda) d'un senyal és inferior a la freqüència de Nyquist del mostreig, es diu que la seqüència de temps discret resultant està lliure de la distorsió coneguda com a Aliàsing, i es diu que la taxa de mostra corresponent és superior a la taxa de Nyquist per a aquest senyal en particular.
En una aplicació típica de mostreig, primer es tria la freqüència més alta que cal conservar i recrear, en funció del contingut esperat (veu, música, etc.) i de la fidelitat desitjada. A continuació, s'insereix un filtre antialiasing davant del mostreig. La seva feina és atenuar les freqüències per sobre d’aquest límit. Finalment, en funció de les característiques del filtre, es tria una freqüència de mostreig (i la freqüència de Nyquist corresponent) que proporcionarà una quantitat acceptablement petita d'aliasing.
En aplicacions en què la velocitat de mostreig està predeterminada, el filtre es tria en funció de la freqüència de Nyquist, en lloc de fer-ho al revés. Per exemple, els CD d’ àudio tenen una taxa de mostreig de 44100<span typeof="mw:Entity" id="mwKQ">&nbsp;</span>mostres/seg. La freqüència de Nyquist és, per tant, de 22050 Hz El filtre antialiàsing ha de suprimir adequadament les freqüències més altes, però ha d'afectar de manera insignificant les freqüències dins del rang auditiu humà. Un filtre que deixi passar de 0-20 kHz és més que suficient per a això.

## Freqüència de plegament

Els punts negres són àlies els uns dels altres. La línia vermella contínua és un d’amplitud que varia amb la freqüència. Les línies vermelles discontínues són els camins corresponents dels àlies.

En aquest exemple, fs és la taxa de mostreig i 0.5 fs és la freqüència de Nyquist corresponent. El punt negre representat a 0.6 fs representa l'amplitud i la freqüència d'una funció sinusoidal la freqüència del qual és del 60% de la taxa de mostreig. Els altres tres punts indiquen les freqüències i amplituds d'altres tres sinusoides que produirien el mateix conjunt de mostres que el sinusoide real que s'ha mostrat. El submostreig del sinusoide a 0.6 fs és el que permet que hi hagi un àlies de freqüència inferior. Si la freqüència real fos 0.4 fs, encara hi hauria àlies a 0,6, 1,4, 1,6, etc.
Les línies vermelles representen els trajectes (loci) dels 4 punts si ajustéssim la freqüència i l'amplitud del sinusoide al llarg del segment vermell sòlid (entre fs/2 i fs). Independentment de la funció que triem per canviar l'amplitud vs freqüència, el gràfic mostrarà simetria entre 0 i fs. Aquesta simetria es coneix comunament com a plegament i un altre nom per a fs/2 (la freqüència de Nyquist) és freqüència de plegament.

## Taxa de Nyquist
Els primers usos del terme freqüència de Nyquist, com els citats anteriorment, són coherents amb la definició presentada en aquest article. Algunes publicacions posteriors, incloent alguns respectables llibres de text, anomenen freqüència de Nyquist al doble de l'ample de banda del senyal, es tracta d'un ús clarament minoritari, i la freqüència del doble de l'amplada de banda del senyal es coneix habitualment com a taxa de Nyquist.